# Го Линьяо
Го Линья́о (кит. упр. 国林耀, пиньинь Guó Línyào, р.10 марта 1972) — китайский гимнаст, призёр Олимпийских игр.
Го Линьяо родился в 1972 году в Харбине провинции Хэйлунцзян. С 1980 года стал заниматься гимнастикой в Харбинской любительской спортшколе, в 1987 году вошёл в национальную сборную. В 1990 году на Азиатских играх завоевал золотые медали в упражнениях на брусьях и упражнениях на коне (и золотую — в составе команды). В 1991 году завоевал три бронзовых медали чемпионата КНР, а также серебряную и бронзовую медали чемпионата мира (и серебряную — в составе команды). В 1992 году на Олимпийских играх в Барселоне Го Линьяо завоевал бронзовую медаль в упражнениях на брусьях (и серебряную — в составе команды).